# Paweł Zygmunt (Eishockeyspieler)
Paweł Tomasz Zygmunt (* 19. November 1999 in Krynica-Zdrój) ist ein polnischer Eishockeyspieler, der seit 2019 beim HC Litvínov in der tschechischen Extraliga unter Vertrag steht.

## Karriere

### Club
Paweł Zygmunt begann seine Karriere als Eishockeyspieler in der Jugendabteilung des KTH Krynica in seiner Heimatstadt. 2014 zog es ihn nach Deutschland, wo er bei Eissport Weißwasser in der Schüler-Bundesliga spielte. 2015 kehrte er nach Polen zurück und spielte zunächst für die Juniorenmannschaften von Polonia Bytom in den polnischen U18- und U20-Ligen. Daneben stand er auch für SMS Sosnowiec, die Mannschaft der polnischen Nachwuchsakademie, in der Ekstraliga auf dem Eis. 2017 wechselte er zum KS Cracovia nach Krakau und damit fest in die Ekstraliga. Nach zwei Jahren verließ er die traditionsreiche Universitätsstadt und schloss sich dem HC Litvínov aus der tschechischen Extraliga an, bei dem er seither spielt.

### International
Für Polen nahm Zygmunt im Juniorenbereich an den U18-Weltmeisterschaften der Division II 2016 und der Division I 2017 sowie den U20-Weltmeisterschaften der Division I 2017, 2018 und 2019 teil.
Im Seniorenbereich stand er erstmals bei den Qualifikationsturnieren für die Olympischen Winterspiele in Peking 2022 im Aufgebot seines Landes. Anschließend spielte er bei den Weltmeisterschaften der Division I 2022 und 2023, als den Polen erstmals seit dem Abstieg 2002 die Rückkehr in die Top-Division gelang, für Polen. Beim Beat Covid-19 Ice Hockey Tournament, das im Mai 2021 in Ljubljana ausgetragen wurde, war er ebenfalls dabei.

## Erfolge
- 2016 Aufstieg in die Division I, Gruppe B, bei der U18-Weltmeisterschaft der Division II, Gruppe A
- 2022 Aufstieg in die Division I, Gruppe A, bei der Weltmeisterschaft der Division I, Gruppe B
- 2023 Aufstieg in die Top-Division bei der Weltmeisterschaft der Division I, Gruppe A

## Statistik
(Stand: Ende der Spielzeit 2022/23)